# Platynereis
Platynereis ist eine Gattung von marinen Ringelwürmern. Die Art Platynereis dumerilii wird in der Entwicklungsbiologie benutzt, um die Larvenentwicklung zu studieren. Denn Larven von Platynereis dumerilii sind überwiegend transparent, so dass es leicht ist den Einzelheiten zu folgen.

## Merkmale
Die Proboscis (Rüssel) ist mit Ausnahme der dorsalen Regionen I, II und V mit chitinösen Paragnathen (freiliegende Strukturen an der Außenseite des Rüssels) besetzt, die als winzige Stäbchen in parallelen Reihen kammförmige Strukturen bilden. Am Prostomium befinden sich 2 Antennen, aus 2 Segmenten bestehende Palpi, 2 Augenpaare und 4 Paare von Tentakel-Cirren. Das Peristomium ist ohne Fortsätze (apodal, apodous), die ersten 2 Parapodien mit reduzierten Notopodien und gut entwickelten Neuropodien (sub-biramous). Es sind sowohl falcigere (breite und stumpfe) als auch spinigere (dünne bis kapillare) Borsten (Chaetae) vorhanden, homogomphe (mit gleichmäßigem Schaftrand),
notopodiale, falcigere Borsten sind gewöhnlich vorhanden, zumindest bei juvenilen Tieren.

## Systematik und Arten
Eine Revision der Gattung fand, Stand 2007, in jüngster Zeit nicht statt. Hartman (1959, 1965) ordnete in ihrem Katalog 56 Taxa der Gattung zu und stufte etwa 23 davon als gültig ein, 20 Taxa sah sie als wahrscheinliche Juniorsynonyme von P. dumerilii an. Studien deuten jedoch darauf hin, dass es sich bei P. dumerilii um einen Komplex kryptischer Arten handelt.
Aufgrund genetischer Daten und der Tatsache, dass es keine Hinweise auf eine versehentliche menschliche Verschleppung von P. dumerilii in andere Regionen gibt (Read 2007), handelt es sich bei zumindest einigen der inzwischen 28 Arten (Read und Fauchald 2022), die zuvor mit P. dumerilii synonymisiert wurden, höchstwahrscheinlich um eigenständige Arten.
Arten, nach WoRMS Juli 2025:
- Platynereis abnormis (Horst, 1924)
- Platynereis agilis (Keferstein, 1862)
- Platynereis antipoda Hartman, 1954
- Platynereis arafurensis (McIntosh, 1885)
- Platynereis australis (Schmarda, 1861)
- Platynereis bengalensis (Willey, 1905)
- Platynereis bicanaliculata (Baird, 1863)
- Platynereis calodonta Kinberg, 1865
- Platynereis cebuensis (Grube, 1878)
- Platynereis coccinea (Delle Chiaje, 1822)
- Platynereis cristatus (Horst, 1924)
- Platynereis dumerilii (Audouin & Milne Edwards, 1833)
- Platynereis entshonae Kara, Santos, Macdonald & Simon, 2020
- Platynereis festiva (Grube, 1874)
- Platynereis fuscorubida (Grube, 1878)
- Platynereis hugonis Rullier, 1972
- Platynereis hutchingsae Leon-Gonzalez, Solis-Weiss & Valadez Rocha, 2001
- Platynereis insolita Gravier, 1899
- Platynereis jourdei Teixeira, Ravara, Langeneck & Bakken, in Teixeira, Langeneck, Vieira, Hernández, Sampieri, Kasapidis, Mucciolo, Bakken, Ravara, Nygren & Costa, 2022
- Platynereis karaka Read, 2007
- Platynereis kau Read, 2007
- Platynereis magalhaensis Kinberg, 1865
- Platynereis mahanga Read, 2007
- Platynereis massiliensis (Moquin-Tandon, 1869)
- Platynereis megalops (Verrill, 1873)
- Platynereis mucronata Leon-Gonzalez, Solis-Weiss & Valadez Rocha, 2001
- Platynereis nadiae Abbiati & Castelli, 1992
- Platynereis nunezi Teixeira, Ravara, Langeneck & Bakken, in Teixeira, Langeneck, Vieira, Hernández, Sampieri, Kasapidis, Mucciolo, Bakken, Ravara, Nygren & Costa, 2022
- Platynereis pallida Gravier, 1899
- Platynereis patagonica Kinberg, 1865
- Platynereis polyscalma Chamberlin, 1919
- Platynereis pulchella Gravier, 1901
- Platynereis singularis (Treadwell, 1943)
- Platynereis sinica Sun & Shen in Sun, Wu & Shen, 1978
- Platynereis tongatabuensis (McIntosh, 1885)
- Platynereis uniseris Hutchings & Reid, 1991